# Непомнящих, Лев Моисеевич
Лев Моисеевич Непомнящих (25 февраля 1937 года, Ромны, Сумская область, УССР, СССР — 23 августа 2015 года, Новосибирск, Россия) — советский и российский патологоанатом, член-корреспондент РАМН (2004), член-корреспондент РАН (2014).

## Биография
Родился 25 февраля 1937 года в г. Ромны Сумской области.
В 1963 году — окончил Новосибирский медицинский институт, затем была специализация по патологической анатомии, и назначение заведующим патологоанатомическим отделением Новосибирской городской клинической больницы № 2, где провел организацию прозектуры и патоморфологической лаборатории.
В 1966 году — защитил кандидатскую диссертацию, тема: «Гистохимия и морфология острой ишемии миокарда в эксперименте и клинике».
С 1968 года — работал на кафедре патологической анатомии Новосибирского государственного медицинского института.
В 1970 году — выступил организатором лаборатории патологической анатомии и отдела патоморфологии и морфометрии в Институте клинической и экспериментальной медицины Сибирского филиала АМН СССР.
В 1986 году — защитил докторскую диссертацию, тема: «Морфогенез и ультраструктурные основы общепатологических процессов в сердце: комплексное патологоанатомическое и экспериментальное исследование».
В 1987 году — присвоено учёное звание профессора.
В 1992 году — создатель НИИ региональной патологии и патоморфологии Сибирского отделения РАМН (в настоящее время — Институт молекулярной патологии и патоморфологии), директором которого был вплоть до 2015 года, а в дальнейшем — научный руководитель.
В 2004 году — избран членом-корреспондентом РАМН.
В 2014 году — стал членом-корреспондентом РАН (в рамках присоединения РАМН и РАСХН к РАН).
Умер 23 августа 2015 года.

## Научная деятельность
Создатель сибирской научной школы морфологов и патологоанатомов, специалист в области кардиологических патологий.
Вел разработку ряда актуальных медико-биологических проблем, в частности, ультраструктурных и молекулярно-клеточных механизмов развития острой и хронической сердечной недостаточности, хронизации патологических процессов и индукции регенераторных реакций, структурных основ адаптации к экстремальным экологическим факторам.
Сформулировал и разработал учение о ведущей роли типов повреждения и форм гибели паренхиматозных клеток в морфогенезе острых и хронических патологических процессов (альтеративная и регенераторно-пластическая недостаточность), выделил и изучил универсальный синдром регенераторно-пластической недостаточности.
Представил концепцию о стратегиях репаративной регенерации миокарда как высоко-специализированной и высокодифференцированной тканевой системы.
Автор более 500 научных работ; он автор и соавтор 6 открытий, 23 монографий, 3 учебно-методических пособий по патологической анатомии для преподавателей медицинских вузов, патента на изобретение.
Под его руководством было защищено 28 докторских и более 60 кандидатских диссертаций.
Являлся вице-президентом Российского национального пироговского комитета, вице-президентом Европейской академии естественных наук, членом Научного совета РАМН по морфологии человека, заместителем председателя проблемной комиссии «Морфология» Межведомственного научного совета по медицинским проблемам Сибири, Дальнего Востока и Крайнего Севера, членом президиума Российского общества патологоанатомов, членом редакционных коллегий журналов «Бюллетень экспериментальной биологии и медицины», «Клеточные технологии в биологии и медицине», «Сибирский научный вестник» и членом редакционных советов журналов «Архив патологии» и «Библиотека патологоанатома».

## Награды
- Заслуженный деятель науки Российской Федерации (1993)[2]
- Медаль имени К. Э. Циолковского (1990) — за заслуги в научной деятельности
- Медаль имени академика С. П. Королева (2002)
- Золотая медаль и диплом премии РАМН имени Н. И. Пирогова по медицине (1994) — за цикл работ, включающий монографию «Морфогенез важнейших общепатологических процессов в сердце» (1991)